# Danilo Ferrari (ciclista)
Danilo Ferrari (Chioggia, 30 settembre 1940 – Mongrando, 19 gennaio 2007) è stato un ciclista su strada italiano.

## Carriera
Nato nel 1940 a Chioggia, in provincia di Venezia, da dilettante, nel 1962, a 22 anni, con la V.C. Settimese - Ulla, vinse la Coppa Città di Cuorgnè, il Giro dei Tre Laghi e il Trofeo Camurati e prese parte alla gara in linea dilettanti del Mondiale di Salò, arrivando 39º.
Passato professionista nel 1963 con la I.B.A.C. diretta da Giuseppe Favero, prese parte al Giro d'Italia e al Tour de France in quell'anno, terminando 33º nel primo, ritirandosi alla 16ª tappa invece nel secondo, dopo essere arrivato secondo nella quinta tappa, da Rouen a Rennes, dietro ad Antonio Bailetti. L'anno successivo vinse la sesta e ultima tappa del Giro di Sardegna, da Alghero a Sassari, si ritirò al Giro d'Italia e chiuse 40º alla Milano-Sanremo.
Passato alla Vittadello nel 1965, conquistò il G.P. Cemab-Mirandola e partecipò per la terza volta al Giro d'Italia, arrivando 31º in classifica generale.
Negli ultimi anni di carriera prima del ritiro nel 1967, a 27 anni, corse per la Queen Anne, tranne per un breve passaggio alla Sanson, terminando 39º alla Vuelta a España 1966, con un terzo e un secondo posto, rispettivamente nella seconda frazione della quindicesima tappa e nella diciassettesima tappa.
Morì nel 2007, a 66 anni. In suo onore si è tenuta una gara a cronometro a Mongrando, in provincia di Biella, la Cronosbirro-Memorial Danilo Ferrari.

## Palmarès
- 1962 (V.C. Settimese - Ulla, Dilettanti, 3 vittorie)

Coppa Città di Cuorgnè
Giro dei Tre Laghi
Trofeo Camurati
- 1964 (I.B.A.C., una vittoria)

6ª tappa Giro di Sardegna (Alghero > Sassari)
- 1965 (Vittadello, una vittoria)

G.P. Cemab-Mirandola

## Piazzamenti

### Grandi Giri
- Giro d'Italia

1963: 33º
1964: ritirato
1965: 31º
- Tour de France

1963: ritirato (16ª tappa)
- Vuelta a España

1966: 39º

### Classiche monumento
- Milano-Sanremo

1964: 40º

### Competizioni mondiali
- Campionati del mondo

Salò 1962 - In linea Dilettanti: 39º